# Liste der Burgen, Schlösser, Ansitze und wehrhaften Stätten im Bezirk Wolfsberg
Diese Liste nennt die Burgen, Schlösser, Ansitze und wehrhaften Stätten im Bezirk Wolfsberg in Kärnten.

## Erklärung zur Liste
- Name: Name der Anlage.
- Gemeinde: Zeigt an, in welcher Gemeinde das Gebäude steht.
- Lage: Zeigt die Geokoordinaten an.
- Typ: Es wird der Gebäudetyp angegeben, wie Burg, Festung, Schloss, Gutshof, Wehrkirche, Wallanlage.
- Geschichte: geschichtlicher Abriss
- Zustand: Beschreibung des heutigen Zustands bzw. der Verwendung.
- Bild: Zeigt wenn möglich ein Bild des Gebäudes an.
- Denkmalschutz: führt zum Eintrag in der Denkmalliste.

## Liste
| Name                                                         | Gemeinde                      | Lage         | Typ                  | Geschichte | Zustand | Bild | Denkmalschutz |
| ------------------------------------------------------------ | ----------------------------- | ------------ | -------------------- | --- | --- | ---- | ------------- |
| Wehrkirche Aichberg                                          | Wolfsberg                     | Lage         | Wehrkirche           | kleine gotische Kirche; im dritten Drittel des 15. Jahrhunderts (gegen Türken) befestigt. | Friedhofsbefestigung (ehemals hohe Mauer mit Wehrgang) weitgehend abgekommen; Schlüsselscharte in Turmvorlaube.                                                |      | 61333         |
| Burg Auerling                                                | Preitenegg                    | ungef. Lage? | Burg                 | sagenhafte Burgruine | verschollen? |      | nein          |
| Stadtmauer Bad St. Leonhard                                  | Bad St. Leonhard im Lavanttal | Lage         | Stadtbefestigung     | im 14. Jahrhundert einfache Ringmauer mit Stadtgraben; 15./16. Jahrhundert an West- und Südseite verstärkt. | Reste der Ringmauer und ein kleiner Geschützturm erhalten. |      | 48488 48489   |
| Pfarrkirche St. Leonhard im Lavanttal                        | Bad St. Leonhard im Lavanttal | Lage         | Wehrkirche           | Kirche aus 14. Jahrhundert 1485 wehrhaft ausgebaut (Turm; Wehrmauer). Bei Erweiterung des Friedhofs Mauer teilweise abgetragen. | Reste der Mauer (eine Schießscharte; Schießloch in Kirchentür) erhalten.                                                                                       |      | 67883         |
| Schloss Bayerhofen (Paierhofen)                              | Wolfsberg                     | Lage         | Schloss              | 1239 erwähnt; Schloss im 16. Jahrhundert über älterem Kern errichtet. 1777 Brand. | erhalten; bewohnt. |      | 34717         |
| Burgstall (bei St. Andrä)                                    | St. Andrä                     | Lage         | Burgstall            | sagenhafte Burg. mittelalterliches Schwert gefunden. | abgekommen (Kohla erwähnte noch „Mauern“; doch Fläche mittlerweile landwirtschaftlich genutzt).                                                                |      | nein          |
| Burgstall (bei St. Margarethen)                              | Sankt Paul im Lavanttal       | Lage         | Burgstall            | keltisch-römischer Tempel ausgegraben; im 12. Jahrhundert als Burgstall erwähnt. | ergrabener Tempel wieder zugeschüttet; keltische Kultstiege freigelegt.                                                                                        |      | nein          |
| Schloss Ehrenfels („In der Hell“)                            | Bad St. Leonhard im Lavanttal | Lage         | Schloss              | Ansitz seit 13. Jahrhundert; im 14. Jahrhundert und vor allem im 16. Jahrhundert ausgebaut. Brand- und Bombenschäden. | erhalten; renovierungsbedürftig. |      | 77302         |
| Farrach (Trarichhof, Sereinighof)                            | St. Andrä                     | Lage         | Gutshof              | seit 15. Jahrhundert Gutshof erwähnt. | teilweise erhalten. |      | nein          |
| Schloss Farrach (Neuschloss)                                 | St. Andrä                     | Lage         | Schloss              | um 1880 historistisches Schlösschen errichtet. | erhalten und bewohnt. |      | nein          |
| Wallanlage Gärtnerkogel                                      | St. Andrä                     | Lage         | Wallanlage           | einfache Anlage; urgeschichtliche Keramikfunde. | Wall erkennbar. |      | nein          |
| Gomarn, Hauptburg (Gamarn)                                   | Bad St. Leonhard im Lavanttal | Lage         | Burg                 | Hauptburg geht wohl auf 1. Hälfte 12. Jahrhundert zurück; spätgotisch um- und ausgebaut. Brand 1762, seither Verfall. | stattliche Ruine |      | 34175         |
| Gomarn, Vorburg (Gamarn)                                     | Bad St. Leonhard im Lavanttal | Lage         | Burg                 | . | geringe Mauerreste; Kirche Hl. Kunigunde ist ehemalige Burgkapelle.                                                                                            |      | 34175         |
| Wehrkirche Gräbern                                           | Wolfsberg                     | Lage         | Wehrkirche           | spätgotische Wehrkirche des 15. Jahrhunderts. | Friedhofsmauer seit 17. Jahrhundert nicht mehr wehrhaft. |      | 78062         |
| Schloss Großwinklern (Silberberg)                            | Wolfsberg                     | Lage         | Schloss              | Hof im 15. Jahrhundert erwähnt; Schloss im 16. Jahrhundert erbaut. Beträchtliche Teile durch Brand zerstört, nur Nordtrakt erhalten. | Teile erhalten; bewohnt. |      | 34809         |
| Burg Hammerberg                                              | Lavamünd                      | Lage         | Burg                 | 1250 urkundlich erwähnt; vermutlich noch im 13. Jahrhundert aufgegeben. | Ruine (Mauerreste; mehrere Gräben) |      | nein          |
| Burg Hartneidstein                                           | Wolfsberg                     | Lage         | Burg                 | um 1300 erbaut; Ende 17. Jahrhundert baufällig, im 18. Jahrhundert Verfall. | Ruine |      | 29345         |
| Schloss Himmelau                                             | Wolfsberg                     | Lage         | ehem. Wasserschloss  | Turm seit 13. Jahrhundert; im 15. Jahrhundert gotisch ausgebaut; Renaissancegebäude. neugotisch verändert. | umgebaut erhalten; als Kloster genutzt. |      | 63145         |
| Wehrkirche Kamp                                              | Frantschach-St. Gertraud      | Lage         | Wehrkirche           | im 14. Jahrhundert errichtet. | kleine Befestigungsreste in Friedhofsmauer erhalten. |      | 44530         |
| Katzlhof                                                     | Wolfsberg                     | Lage         | Gutshof              | Meierhof im 18. Jahrhundert erwähnt. | |      | nein          |
| Schloss Kirchbichl (Schererstöckl)                           | Wolfsberg                     | Lage         | Schloss              | Ansitz seit 14. Jahrhundert; Schloss im 16. Jahrhundert errichtet, im 19. Jahrhundert erweitert. | erhalten |      | nein          |
| Schloss Klein-Reideben (Roggenhof)                           | Wolfsberg                     | Lage         | Schloss              | Gutshof seit 15. Jahrhundert genannt; zunächst zu Schloss Reideben gehörig, im 17. Jahrhundert davon abgetrennt. | erhalten; bewohnt. |      | nein          |
| Ansitz Kleinwinklern (Grillitschhof, Grafenhof)              | Wolfsberg                     | Lage         | Schloss              | seit Mitte des 16. Jahrhunderts genannt; Mitte 17. Jahrhundert umgebaut. | erhalten; bewohnt. |      | 78243         |
| Schloss Kollegg                                              | St. Andrä                     | Lage         | Schloss              | Ansitz ab Mitte des 15. Jahrhunderts. im 16. Jahrhundert Schloss errichtet. | erhalten; bewohnt. |      | 77961         |
| Burg Kollnitz                                                | Sankt Paul im Lavanttal       | Lage         | Burg                 | ab Anfang des 12. Jahrhunderts erwähnt. 1761 abgebrannt. im 20. Jahrhundert durch Bergbau abgekommen. | abgekommen (durch Bergbau). |      | nein          |
| Kulmkogel                                                    | Lavamünd                      | Lage         | Wallanlage           | urgeschichtliche Funde | lt. Kohla verschwommen, doch erkennbar. |      | nein          |
| Wehrkirche Lading                                            | Sankt Andrä                   | Lage         | Wehrkirche           | romanische Kirche, gotisch umgebaut (1451) und befestigt. 1482 gegen Türken verteidigt. | (erniedrigte) Wehrmauer mit Schießscharten und mit Balkenlöchern des abgekommenen Wehrgangs. eisenbeschlagene Türen, die des Seiteneingangs mit Axthiebspuren. |      | 68477         |
| Wehrkirche Lamm                                              | Sankt Andrä                   | Lage         | Wehrkirche           | gotische Wehrkirche (mit älterem Kern); befestigt wohl im 15. Jahrhundert (ca. 4,5 m hohe Wehrmauer; später großteils abgetragen). | deutliche Höhenstufen an Ostseite des Hügels. Schießscharten in Mauer. Auflageholz für Schusswaffe bei Lichtschlitz im Turm.                                   |      | 62354         |
| Landsmannhof                                                 | Lavamünd                      | Lage         | Herrschaftshaus      | Herrschaft mit eigener Gerichtsbarkeit; Haus im 16. Jahrhundert errichtet. im 20. Jahrhundert mehrfach umgebaut, zeitweise landwirtschaftliches Mustergut. | umgebaut erhalten; leerstehend, gefährdet. |      | nein          |
| Schloss Lavamünd                                             | Lavamünd                      | ungef. Lage  | Schloss (Burg)       | ab Ende 13. Jahrhundert errichtet; um 1600 verfallen. | abgekommen |      | nein          |
| Burg Lavant                                                  | Sankt Paul im Lavanttal       | Lage         | Burg                 | im 11. Jahrhundert erwähnt; dann durch Bau des Stifts St. Paul ersetzt. | abgekommen. |      | nein          |
| Wehrstift Lavant                                             | St. Andrä                     | Lage         | Wehrstift            | Hof 860 genannt. seit 13. Jahrhundert Bischofssitz. | erhalten, doch Wehranlagen weitgehend abgekommen; als Altersheim genutzt.                                                                                      |      | 34790         |
| Befestigung Leidenberg                                       | Wolfsberg                     | Lage         | Befestigung          | römische Funde | Befestigungsspuren erkennbar. |      | nein          |
| Schloss Lichtengraben (Schloss Teuffenbach)                  | Bad St. Leonhard im Lavanttal | Lage         | Schloss              | Mitte des 16. Jahrhunderts errichtet. | erhalten. |      | 75701         |
| Burg Lichtenwald (Lichtenberg)                               | St. Andrä                     | Lage         | Burg                 | 1201 bis 1560 genannt. | verfallen. |      | nein          |
| Burg Löschental                                              | Sankt Paul im Lavanttal       | Lage         | Burg                 | um 1100 errichtete Burg; Verfall ab 16. Jahrhundert. Im 17. Jahrhundert durch Kirche ersetzt. | abgekommen (Ruine durch Kirche ersetzt) |      | nein          |
| Mollhof                                                      | Sankt Andrä                   | Lage         | Gutshof              | 1863 wurde der Gutshof von der Religionsfondsdomäne St. Andrä versteigert. | |      | nein          |
| Schloss Moosheim (Prebl)                                     | Wolfsberg                     | Lage         | Schloss              | Mitte des 16. Jahrhunderts errichtet (Renaissanceportal 1551); im 20. Jahrhundert landwirtschaftlich genutzt, Verfall; in den 1980ern abgetragen. | abgekommen (um 2000 durch Neubau ersetzt). |      | nein          |
| Schloss Mosern (Mosingerhof)                                 | St. Andrä                     | Lage         | Schloss              | Herrensitz an dieser Stelle seit Ende des 12. Jahrhunderts. heutiges Schloss ein Bau des 17. Jahrhunderts. | erhalten; bewohnt. |      | 34794         |
| Gut Neudau                                                   | Wolfsberg                     | Lage         | Gutshof              | im 17. Jahrhundert errichtet. | erhalten; bewohnt. |      | nein          |
| Neuhof (Eisdorf, Bischofssitz)                               | St. Andrä                     | Lage         | Gutshof              | ab 1433 Gutshof genannt. heutiges Gebäude Renaissancebau des 16. Jahrhunderts. | umgebaut erhalten. |      | nein          |
| Painburg (Burg Teufenbach)                                   | Bad St. Leonhard im Lavanttal | Lage         | Wasserburg           | um 1420 errichtet; Verfall ab Mitte 16. Jahrhundert. | Ruine |      | 34176         |
| Alte Painburg                                                | Bad St. Leonhard im Lavanttal | ungef. Lage? | Turm                 | Wehrbau des 13./14. Jahrhunderts? früh verfallen. | verfallen. |      | nein          |
| Ansitz Paurisches Haus                                       | Wolfsberg                     | Lage         | Gutshof              | im 16. Jahrhundert ummauerter turmbewehrter Gebäudekomplex. | teilweise erhalten; bewohnt. |      | 35200         |
| Feste Pirkenstein (Birkenstein; Wehrturm Twimberg)           | Bad St. Leonhard im Lavanttal | Lage         | Burg                 | Anfang des 14. Jahrhunderts Turm errichtet (oberhalb von Burg Twimberg). ausgebaut; als Burg bezeichnet. Niedergang im 15. Jahrhundert. | mächtiger Turmrest und Graben erhalten. |      | 48651         |
| Gut Pollheim                                                 | Wolfsberg                     | Lage         | Gutshof              | Gutshof seit 17. Jahrhundert. | umgebaut erhalten. |      | nein          |
| Wehrkirche Pölling                                           | Sankt Andrä                   | Lage         | Wehrkirche           | wohl im dritten Drittel des 15. Jahrhunderts befestigt. | Teile der 4 m hohen Wehrmauer erhalten. |      | 77966         |
| Schloss Preblau (Sauerbrunnschloss, Grillitschhof)           | Bad St. Leonhard im Lavanttal | Lage         | Gutshof              | Schlösschen 1674 errichtet; im 19. Jahrhundert teilweise abgetragen. | im Verfall begriffen. |      | nein          |
| Wehrkirche Preims                                            | Wolfsberg                     | Lage         | Wehrkirche           | romanische Kirche; barock erweitert. Rückzugsort in Türkenkriegen. | Befestigung abgekommen. |      | 62700         |
| Burg Rabenstein                                              | Sankt Paul im Lavanttal       | Lage         | Burg                 | um 1100 errichtet; ab 15. Jahrhundert als Schloss bezeichnet. Brand 1636. | Ruine |      | 78056         |
| Rainhof (Krapfelhof)                                         | Sankt Paul im Lavanttal       | Lage         | Schloss              | Hof 1292 genannt; um 1600 Schloss. | abgekommen |      | nein          |
| Rainkogel                                                    | Sankt Paul im Lavanttal       | Lage         | Höhensiedlung        | urgeschichtliche Funde | Terrassen erkennbar |      | nein          |
| Burg Reichenfels                                             | Reichenfels                   | Lage         | Burg                 | 1227 genannt; im 16. Jahrhundert als Schloss bezeichnet. Verfall seit 18. Jahrhundert. | Ruine |      | 77753         |
| Wehrkirche Reichenfels                                       | Reichenfels                   | Lage         | Wehrkirche           | stark bewehrte Kirche, so noch 1688 dargestellt. | von einst starker Bewehrung des Kirchengebäudes nur mehr am Langhaus ein Wehrerker mit Schießfenstern erhalten.                                                |      | 62821         |
| Schloss Reideben                                             | Wolfsberg                     | Lage         | Schloss              | ab 14. Jahrhundert Hof erwähnt. 1480 von Türken zerstört. Heutiges Schloss im 16. Jahrhundert errichtet. | erhalten; bewohnt. |      | 35186         |
| Burg Reisberg                                                | Wolfsberg                     | Lage         | Burg                 | hier schon urgeschichtliche Anlage. Burg 1241 genannt; 1289 zerstört; wiederaufgebaut; 15./16. Jahrhundert als Schloss bezeichnet. | Ruine |      | nein          |
| Wehrkirche Maria Rojach                                      | St. Andrä                     | Lage         | Wehrkirche           | Kirche im 14. Jahrhundert errichtet, im 15. Jahrhundert befestigt mit wehrhafter Friedhofsmauer und Rundturm. 1480 von Türken belagert. 1515 von Bauern bei Aufstand besetzt und als Sitz genutzt. Wehrmauer mit Schießscharten im 19. Jahrhundert großteils abgerissen. | Befestigung teilweise erhalten (Wehrmauer anschließend an Rundturm 3,5 m hoch; Befestigungsreste am/im Kirchturm)                                              |      | 68276         |
| Burg Rötelstein                                              | St. Andrä                     | ungef. Lage? | Burg                 | um 1100 genannt | verschollen |      | nein          |
| Stadtmauer St. Andrä                                         | St. Andrä                     | Lage         | Stadtmauer           | zunächst schwache Ringmauer, 14./15. Jahrhundert verstärkt | kleine Teile erhalten; Großteil der Mauer und alle Rundtürmchen abgekommen.                                                                                    |      | 77940 91845   |
| Wehrkirche St. Georgen im Lavanttal                          | Sankt Georgen im Lavanttal    | Lage         | Wehrkirche           | | Befestigung großteils abgekommen. |      | 63023         |
| Wehrstift St. Paul im Lavanttal                              | Sankt Paul im Lavanttal       | Lage         | Wehrstift            | Stift 1091 gegründet; im 15. Jahrhundert befestigt; nach Niedergang im 17. Jahrhundert umfangreich ausgebaut. | Befestigung großteils abgekommen. |      | 93318         |
| Wehrkirche St. Ulrich an der Goding                          | Sankt Andrä                   | Lage         | Wehrkirche           | Wehrkirche 1480 von Türken niedergebrannt. | |      | 68292         |
| Burg Schachtenstein                                          | Wolfsberg                     | Lage         | Burg                 | um 1230 zerstört. | verfallen |      | nein          |
| Schloss Schmelzhofen                                         | Wolfsberg                     | Lage         | Gutshof              | 1399 erwähnt; im 16. Jahrhundert ausgebaut; ab 1992 renoviert. | erhalten; bewohnt. |      | nein          |
| Schwabenhof                                                  | Wolfsberg                     | Lage         | Gutshof              | ab 1656 erwähnt; Ende 20. Jahrhundert abgerissen. | abgekommen |      | nein          |
| Burg Stein (Steinberg)                                       | Sankt Georgen im Lavanttal    | Lage         | Burg                 | 1215 Burg genannt; im 14./15. Jahrhundert viermal schwer beschädigt und jeweils wieder aufgebaut. Ende des 20. Jahrhunderts teils restauriert. | teils restauriert. |      | nein          |
| Burg Strasseck                                               | Lavamünd                      | Lage         | Burg                 | im 13./14. Jahrhundert erwähnt. | verfallen |      | nein          |
| Stropplkogel                                                 | Wolfsberg                     | Lage         | Siedlungsplatz       | spätneolithische/bronzezeitliche Siedlung. | abgekommen |      | nein          |
| Schloss Im Thal                                              | Sankt Andrä?                  | ungef. Lage? | Schloss              | im 17. Jahrhundert bereits verfallen. | verschollen |      | nein          |
| Wehrkirche Theissenegg                                       | Wolfsberg                     | Lage         | Wehrkirche           | gotische Wehrkirche mit Wehrmauer und Wehrobergeschoß; 1480 von Türken belagert. | Befestigung teilweise erhalten. |      | 63644         |
| Schloss Thürn                                                | Wolfsberg                     | Lage         | Schloss              | seit 13. Jahrhundert genannt. heutiges Gebäude: gotischer Sitz, in Renaissance erweitert, 1835 erneuert (zuvor baufällig). | erneuert erhalten. |      | 35205         |
| Burg Twimberg                                                | Bad St. Leonhard im Lavanttal | Lage         | Burg                 | 1245 erstmals genannt; im 16. Jahrhundert wiederhergestellt, bis Ende 17. Jahrhundert bewohnt. (Wehrturm oberhalb: siehe Burg Pirkenstein) | Ruine |      | 48651         |
| Schloss Waldenstein                                          | Wolfsberg                     | Lage         | Schloss (ehem. Burg) | Burg ab Mitte 13. Jahrhundert genannt. Ausbauten gotisch und in Renaissance. | |      | 35210         |
| Schloss Weißenau                                             | Wolfsberg                     | Lage         | Schloss              | im 16. Jahrhundert errichtet; Ende des 19. Jahrhunderts neugotisch umgestaltet. | umgebaut erhalten. |      | 35198         |
| Schloss Wiesenau                                             | Bad St. Leonhard im Lavanttal | Lage         | Schloss              | Schloss 1579 errichtet (Renaissancebau). | erhalten |      | 34177         |
| Wallanlage Wölch                                             | Frantschach-St. Gertraud      | Lage?        | Wallanlage           | | |      | nein          |
| Schloss Wolfsberg (Henckel-Donnersmarck)                     | Wolfsberg                     | Lage         | Schloss (ehem. Burg) | romanische Burg; spätgotisch und in Renaissance ausgebaut. Niedergang im 18. Jahrhundert; im 19. Jahrhundert klassizistisch auf- und umgebaut. | umgebaut erhalten. |      | 35199         |
| Untere Burg Wolfsberg (Unteres Schloss, Fürstliches Hofhaus) | Wolfsberg                     | Lage         | Schloss              | 1218 Meierhof; 1288 Burg; Reckturm etwa von 1300; 16./17. Jahrhundert fürstliches Hofhaus. | umgebaut erhalten. |      | 78183         |
| Stadtbefestigung Wolfsberg                                   | Wolfsberg                     | Lage         | Stadtbefestigung     | Ringmauer des 14. Jahrhunderts, mit Türmen und Graben. | nur geringe Reste einiger Türme und kleine Stadtmauerteile erhalten.                                                                                           |      | 93528         |
| Zockelhof (Zogglhof, Hundsdorf)                              | Sankt Paul im Lavanttal       | Lage         | Gutshof              | Gutshof seit 1278 genannt. heutiges Gebäude aus der Renaissance auf spätmittelalterlichem Kern; im 18. Jahrhundert umgestaltet. | erhalten; bewohnt. |      | 61970         |

## Bemerkungen
1. ↑  Franz X. Kohla: Kärntens Burgen, Schlösser, Ansitze und wehrhafte Stätten. Ein Beitrag zur Siedlungstopographie. 2. verm. Auflage. Geschichtsverein für Kärnten, Klagenfurt 1973, S. 2.
2. ↑  Karl Kafka: Wehrkirchen Kärntens I. Birken-Verlag, Wien. 1971. S. 17.
3. ↑  Franz X. Kohla: Kärntens Burgen, Schlösser, Ansitze und wehrhafte Stätten. Ein Beitrag zur Siedlungstopographie. 2. verm. Auflage. Geschichtsverein für Kärnten, Klagenfurt 1973, S. 18.
4. ↑  Kohla, der die Anlage nur vom Hörensagen kannte, beschrieb die Lage: „nördlich von Preitenegg in Unterauerling.“ Die Koordinaten verweisen auf die Streusiedlung Unterauerling.
5. ↑  Hermann Wiessner, Gerhard Seebach: Burgen und Schlösser um Friesach, St. Veit, Wolfsberg. 2. erw. Auflage. Birken-Verlag, Wien 1977, S. 142–147.
6. ↑  Karl Kafka: Wehrkirchen Kärntens I. Birken-Verlag, Wien. 1971. S. 23f.
7. ↑  Hermann Wiessner, Gerhard Seebach: Burgen und Schlösser um Friesach, St. Veit, Wolfsberg. 2. erw. Auflage. Birken-Verlag, Wien 1977, S. 202–203.
8. ↑  Franz X. Kohla: Kärntens Burgen, Schlösser, Ansitze und wehrhafte Stätten. Ein Beitrag zur Siedlungstopographie. 2. verm. Auflage. Geschichtsverein für Kärnten, Klagenfurt 1973, S. 26.
9. ↑  diese Kuppe wird im Franziszeischen Kataster mit „Burgstall“ bezeichnet und passt gut zu Kohlas Angabe „Kote 645“.
10. ↑  Franz X. Kohla: Kärntens Burgen, Schlösser, Ansitze und wehrhafte Stätten. Ein Beitrag zur Siedlungstopographie. 2. verm. Auflage. Geschichtsverein für Kärnten, Klagenfurt 1973, S. 28.
11. ↑  Franz X. Kohla: Kärntens Burgen, Schlösser, Ansitze und wehrhafte Stätten. Ein Beitrag zur Siedlungstopographie. 2. verm. Auflage. Geschichtsverein für Kärnten, Klagenfurt 1973, S. 42.
12. ↑  Hermann Wiessner, Gerhard Seebach: Burgen und Schlösser um Friesach, St. Veit, Wolfsberg. 2. erw. Auflage. Birken-Verlag, Wien 1977, S. 146–149.
13. ↑  Hermann Wiessner, Gerhard Seebach: Burgen und Schlösser um Friesach, St. Veit, Wolfsberg. 2. erw. Auflage. Birken-Verlag, Wien 1977, S. 149.
14. ↑  Franz X. Kohla: Kärntens Burgen, Schlösser, Ansitze und wehrhafte Stätten. Ein Beitrag zur Siedlungstopographie. 2. verm. Auflage. Geschichtsverein für Kärnten, Klagenfurt 1973, S. 65.
15. ↑  Hermann Wiessner, Gerhard Seebach: Burgen und Schlösser um Friesach, St. Veit, Wolfsberg. 2. erw. Auflage. Birken-Verlag, Wien 1977, S. 143–144.
16. ↑  Hermann Wiessner, Gerhard Seebach: Burgen und Schlösser um Friesach, St. Veit, Wolfsberg. 2. erw. Auflage. Birken-Verlag, Wien 1977, S. 143–144.
17. ↑  Franz X. Kohla: Kärntens Burgen, Schlösser, Ansitze und wehrhafte Stätten. Ein Beitrag zur Siedlungstopographie. 2. verm. Auflage. Geschichtsverein für Kärnten, Klagenfurt 1973, S. 78.
18. ↑  Franz X. Kohla: Kärntens Burgen, Schlösser, Ansitze und wehrhafte Stätten. Ein Beitrag zur Siedlungstopographie. 2. verm. Auflage. Geschichtsverein für Kärnten, Klagenfurt 1973, S. 81.
19. ↑  Franz X. Kohla: Kärntens Burgen, Schlösser, Ansitze und wehrhafte Stätten. Ein Beitrag zur Siedlungstopographie. 2. verm. Auflage. Geschichtsverein für Kärnten, Klagenfurt 1973, S. 292.
20. ↑  Franz X. Kohla: Kärntens Burgen, Schlösser, Ansitze und wehrhafte Stätten. Ein Beitrag zur Siedlungstopographie. 2. verm. Auflage. Geschichtsverein für Kärnten, Klagenfurt 1973, S. 113.
21. ↑  Franz X. Kohla: Kärntens Burgen, Schlösser, Ansitze und wehrhafte Stätten. Ein Beitrag zur Siedlungstopographie. 2. verm. Auflage. Geschichtsverein für Kärnten, Klagenfurt 1973, S. 115.
22. ↑  Franz X. Kohla: Kärntens Burgen, Schlösser, Ansitze und wehrhafte Stätten. Ein Beitrag zur Siedlungstopographie. 2. verm. Auflage. Geschichtsverein für Kärnten, Klagenfurt 1973, S. 122.
23. ↑  Franz X. Kohla: Kärntens Burgen, Schlösser, Ansitze und wehrhafte Stätten. Ein Beitrag zur Siedlungstopographie. 2. verm. Auflage. Geschichtsverein für Kärnten, Klagenfurt 1973, S. 142.
24. ↑  Karl Kafka: Wehrkirchen Kärntens I. Birken-Verlag, Wien. 1971. S. 87f.
25. ↑  Franz X. Kohla: Kärntens Burgen, Schlösser, Ansitze und wehrhafte Stätten. Ein Beitrag zur Siedlungstopographie. 2. verm. Auflage. Geschichtsverein für Kärnten, Klagenfurt 1973, S. 148.
26. ↑  Franz X. Kohla: Kärntens Burgen, Schlösser, Ansitze und wehrhafte Stätten. Ein Beitrag zur Siedlungstopographie. 2. verm. Auflage. Geschichtsverein für Kärnten, Klagenfurt 1973, S. 152.
27. ↑  Franz X. Kohla: Kärntens Burgen, Schlösser, Ansitze und wehrhafte Stätten. Ein Beitrag zur Siedlungstopographie. 2. verm. Auflage. Geschichtsverein für Kärnten, Klagenfurt 1973, S. 158.
28. ↑  Ziegelgitterfenster (bei Schloss Klein-Reideben / Roggenhof). Kärntner Bildungswerk, abgerufen am 21. Februar 2020.
29. ↑  Franz X. Kohla: Kärntens Burgen, Schlösser, Ansitze und wehrhafte Stätten. Ein Beitrag zur Siedlungstopographie. 2. verm. Auflage. Geschichtsverein für Kärnten, Klagenfurt 1973, S. 88.
30. 1 2  Franz X. Kohla: Kärntens Burgen, Schlösser, Ansitze und wehrhafte Stätten. Ein Beitrag zur Siedlungstopographie. 2. verm. Auflage. Geschichtsverein für Kärnten, Klagenfurt 1973, S. 160.
31. ↑  Franz X. Kohla: Kärntens Burgen, Schlösser, Ansitze und wehrhafte Stätten. Ein Beitrag zur Siedlungstopographie. 2. verm. Auflage. Geschichtsverein für Kärnten, Klagenfurt 1973, S. 172.
32. ↑  Karl Kafka: Wehrkirchen Kärntens I. Birken-Verlag, Wien. 1971. S. 104ff.
33. ↑  Franz X. Kohla: Kärntens Burgen, Schlösser, Ansitze und wehrhafte Stätten. Ein Beitrag zur Siedlungstopographie. 2. verm. Auflage. Geschichtsverein für Kärnten, Klagenfurt 1973, S. 108f.
34. ↑  Franz X. Kohla: Kärntens Burgen, Schlösser, Ansitze und wehrhafte Stätten. Ein Beitrag zur Siedlungstopographie. 2. verm. Auflage. Geschichtsverein für Kärnten, Klagenfurt 1973, S. 179f.
35. ↑  Franz X. Kohla: Kärntens Burgen, Schlösser, Ansitze und wehrhafte Stätten. Ein Beitrag zur Siedlungstopographie. 2. verm. Auflage. Geschichtsverein für Kärnten, Klagenfurt 1973, S. 180.
36. ↑  Franz X. Kohla: Kärntens Burgen, Schlösser, Ansitze und wehrhafte Stätten. Ein Beitrag zur Siedlungstopographie. 2. verm. Auflage. Geschichtsverein für Kärnten, Klagenfurt 1973, S. 15f, 180.
37. ↑  Franz X. Kohla: Kärntens Burgen, Schlösser, Ansitze und wehrhafte Stätten. Ein Beitrag zur Siedlungstopographie. 2. verm. Auflage. Geschichtsverein für Kärnten, Klagenfurt 1973, S. 181.
38. ↑  Franz X. Kohla: Kärntens Burgen, Schlösser, Ansitze und wehrhafte Stätten. Ein Beitrag zur Siedlungstopographie. 2. verm. Auflage. Geschichtsverein für Kärnten, Klagenfurt 1973, S. 184ff.
39. ↑  Franz X. Kohla: Kärntens Burgen, Schlösser, Ansitze und wehrhafte Stätten. Ein Beitrag zur Siedlungstopographie. 2. verm. Auflage. Geschichtsverein für Kärnten, Klagenfurt 1973, S. 186.
40. ↑  Franz X. Kohla: Kärntens Burgen, Schlösser, Ansitze und wehrhafte Stätten. Ein Beitrag zur Siedlungstopographie. 2. verm. Auflage. Geschichtsverein für Kärnten, Klagenfurt 1973, S. 194f.
41. ↑  Franz X. Kohla: Kärntens Burgen, Schlösser, Ansitze und wehrhafte Stätten. Ein Beitrag zur Siedlungstopographie. 2. verm. Auflage. Geschichtsverein für Kärnten, Klagenfurt 1973, S. 218.
42. ↑  Franz X. Kohla: Kärntens Burgen, Schlösser, Ansitze und wehrhafte Stätten. Ein Beitrag zur Siedlungstopographie. 2. verm. Auflage. Geschichtsverein für Kärnten, Klagenfurt 1973, S. 253.
43. ↑  Franz X. Kohla: Kärntens Burgen, Schlösser, Ansitze und wehrhafte Stätten. Ein Beitrag zur Siedlungstopographie. 2. verm. Auflage. Geschichtsverein für Kärnten, Klagenfurt 1973, S. 224.
44. ↑  Hermann Wiessner, Gerhard Seebach: Burgen und Schlösser um Friesach, St. Veit, Wolfsberg. 2. erw. Auflage. Birken-Verlag, Wien 1977, S. 146.
45. ↑  Franz X. Kohla: Kärntens Burgen, Schlösser, Ansitze und wehrhafte Stätten. Ein Beitrag zur Siedlungstopographie. 2. verm. Auflage. Geschichtsverein für Kärnten, Klagenfurt 1973, S. 184ff.
46. ↑  Franz X. Kohla: Kärntens Burgen, Schlösser, Ansitze und wehrhafte Stätten. Ein Beitrag zur Siedlungstopographie. 2. verm. Auflage. Geschichtsverein für Kärnten, Klagenfurt 1973, S. 184ff.
47. ↑  lt. Kohla kaum noch erkennbare Reste.
48. ↑  Hermann Wiessner, Gerhard Seebach: Burgen und Schlösser um Friesach, St. Veit, Wolfsberg. 2. erw. Auflage. Birken-Verlag, Wien 1977, S. 198–200.
49. ↑  Franz X. Kohla: Kärntens Burgen, Schlösser, Ansitze und wehrhafte Stätten. Ein Beitrag zur Siedlungstopographie. 2. verm. Auflage. Geschichtsverein für Kärnten, Klagenfurt 1973, S. 244f.
50. ↑  Franz X. Kohla: Kärntens Burgen, Schlösser, Ansitze und wehrhafte Stätten. Ein Beitrag zur Siedlungstopographie. 2. verm. Auflage. Geschichtsverein für Kärnten, Klagenfurt 1973, S. 249f.
51. ↑  Karl Kafka: Wehrkirchen Kärntens II. Birken-Verlag, Wien. 1972. S. 23f.
52. ↑  Franz X. Kohla: Kärntens Burgen, Schlösser, Ansitze und wehrhafte Stätten. Ein Beitrag zur Siedlungstopographie. 2. verm. Auflage. Geschichtsverein für Kärnten, Klagenfurt 1973, S. 253f.
53. ↑  Franz X. Kohla: Kärntens Burgen, Schlösser, Ansitze und wehrhafte Stätten. Ein Beitrag zur Siedlungstopographie. 2. verm. Auflage. Geschichtsverein für Kärnten, Klagenfurt 1973, S. 254.
54. ↑  Karl Kafka: Wehrkirchen Kärntens II. Birken-Verlag, Wien. 1972. S. 24.
55. ↑  Franz X. Kohla: Kärntens Burgen, Schlösser, Ansitze und wehrhafte Stätten. Ein Beitrag zur Siedlungstopographie. 2. verm. Auflage. Geschichtsverein für Kärnten, Klagenfurt 1973, S. 259f.
56. ↑  Franz X. Kohla: Kärntens Burgen, Schlösser, Ansitze und wehrhafte Stätten. Ein Beitrag zur Siedlungstopographie. 2. verm. Auflage. Geschichtsverein für Kärnten, Klagenfurt 1973, S. 261f.
57. ↑  Franz X. Kohla: Kärntens Burgen, Schlösser, Ansitze und wehrhafte Stätten. Ein Beitrag zur Siedlungstopographie. 2. verm. Auflage. Geschichtsverein für Kärnten, Klagenfurt 1973, S. 262.
58. ↑  Franz X. Kohla: Kärntens Burgen, Schlösser, Ansitze und wehrhafte Stätten. Ein Beitrag zur Siedlungstopographie. 2. verm. Auflage. Geschichtsverein für Kärnten, Klagenfurt 1973, S. 270.
59. ↑  Karl Kafka: Wehrkirchen Kärntens II. Birken-Verlag, Wien. 1972. S. 24.
60. ↑  Franz X. Kohla: Kärntens Burgen, Schlösser, Ansitze und wehrhafte Stätten. Ein Beitrag zur Siedlungstopographie. 2. verm. Auflage. Geschichtsverein für Kärnten, Klagenfurt 1973, S. 271f.
61. ↑  Franz X. Kohla: Kärntens Burgen, Schlösser, Ansitze und wehrhafte Stätten. Ein Beitrag zur Siedlungstopographie. 2. verm. Auflage. Geschichtsverein für Kärnten, Klagenfurt 1973, S. 274f.
62. ↑  Franz X. Kohla: Kärntens Burgen, Schlösser, Ansitze und wehrhafte Stätten. Ein Beitrag zur Siedlungstopographie. 2. verm. Auflage. Geschichtsverein für Kärnten, Klagenfurt 1973, S. 275.
63. ↑  Karl Kafka: Wehrkirchen Kärntens I. Birken-Verlag, Wien. 1971. S. 122ff.
64. ↑  Franz X. Kohla: Kärntens Burgen, Schlösser, Ansitze und wehrhafte Stätten. Ein Beitrag zur Siedlungstopographie. 2. verm. Auflage. Geschichtsverein für Kärnten, Klagenfurt 1973, S. 277f.
65. ↑  Franz X. Kohla: Kärntens Burgen, Schlösser, Ansitze und wehrhafte Stätten. Ein Beitrag zur Siedlungstopographie. 2. verm. Auflage. Geschichtsverein für Kärnten, Klagenfurt 1973, S. 15f.
66. ↑  Franz X. Kohla: Kärntens Burgen, Schlösser, Ansitze und wehrhafte Stätten. Ein Beitrag zur Siedlungstopographie. 2. verm. Auflage. Geschichtsverein für Kärnten, Klagenfurt 1973, S. 68.
67. ↑  Franz X. Kohla: Kärntens Burgen, Schlösser, Ansitze und wehrhafte Stätten. Ein Beitrag zur Siedlungstopographie. 2. verm. Auflage. Geschichtsverein für Kärnten, Klagenfurt 1973, S. 240f.
68. ↑  Franz X. Kohla: Kärntens Burgen, Schlösser, Ansitze und wehrhafte Stätten. Ein Beitrag zur Siedlungstopographie. 2. verm. Auflage. Geschichtsverein für Kärnten, Klagenfurt 1973, S. 285f.
69. ↑  Franz X. Kohla: Kärntens Burgen, Schlösser, Ansitze und wehrhafte Stätten. Ein Beitrag zur Siedlungstopographie. 2. verm. Auflage. Geschichtsverein für Kärnten, Klagenfurt 1973, S. 288.
70. ↑  Franz X. Kohla: Kärntens Burgen, Schlösser, Ansitze und wehrhafte Stätten. Ein Beitrag zur Siedlungstopographie. 2. verm. Auflage. Geschichtsverein für Kärnten, Klagenfurt 1973, S. 289.
71. ↑  Franz X. Kohla: Kärntens Burgen, Schlösser, Ansitze und wehrhafte Stätten. Ein Beitrag zur Siedlungstopographie. 2. verm. Auflage. Geschichtsverein für Kärnten, Klagenfurt 1973, S. 304f.
72. ↑  Franz X. Kohla: Kärntens Burgen, Schlösser, Ansitze und wehrhafte Stätten. Ein Beitrag zur Siedlungstopographie. 2. verm. Auflage. Geschichtsverein für Kärnten, Klagenfurt 1973, S. 180.
73. ↑  Franz X. Kohla: Kärntens Burgen, Schlösser, Ansitze und wehrhafte Stätten. Ein Beitrag zur Siedlungstopographie. 2. verm. Auflage. Geschichtsverein für Kärnten, Klagenfurt 1973, S. 314.
74. ↑  Franz X. Kohla: Kärntens Burgen, Schlösser, Ansitze und wehrhafte Stätten. Ein Beitrag zur Siedlungstopographie. 2. verm. Auflage. Geschichtsverein für Kärnten, Klagenfurt 1973, S. 140.
75. ↑  Lt. Valvasor nicht weit von Wolfsberg. Die Koordinaten verweisen auf eine Flur, die im Franziszeischen Kataster mit „Thal“ bezeichnet ist.
76. ↑  Franz X. Kohla: Kärntens Burgen, Schlösser, Ansitze und wehrhafte Stätten. Ein Beitrag zur Siedlungstopographie. 2. verm. Auflage. Geschichtsverein für Kärnten, Klagenfurt 1973, S. 322.
77. ↑  Franz X. Kohla: Kärntens Burgen, Schlösser, Ansitze und wehrhafte Stätten. Ein Beitrag zur Siedlungstopographie. 2. verm. Auflage. Geschichtsverein für Kärnten, Klagenfurt 1973, S. 323f.
78. ↑  Franz X. Kohla: Kärntens Burgen, Schlösser, Ansitze und wehrhafte Stätten. Ein Beitrag zur Siedlungstopographie. 2. verm. Auflage. Geschichtsverein für Kärnten, Klagenfurt 1973, S. 335f.
79. ↑  Franz X. Kohla: Kärntens Burgen, Schlösser, Ansitze und wehrhafte Stätten. Ein Beitrag zur Siedlungstopographie. 2. verm. Auflage. Geschichtsverein für Kärnten, Klagenfurt 1973, S. 355.
80. ↑  Franz X. Kohla: Kärntens Burgen, Schlösser, Ansitze und wehrhafte Stätten. Ein Beitrag zur Siedlungstopographie. 2. verm. Auflage. Geschichtsverein für Kärnten, Klagenfurt 1973, S. 361.
81. ↑  Franz X. Kohla: Kärntens Burgen, Schlösser, Ansitze und wehrhafte Stätten. Ein Beitrag zur Siedlungstopographie. 2. verm. Auflage. Geschichtsverein für Kärnten, Klagenfurt 1973, S. 367.
82. ↑  Franz X. Kohla: Kärntens Burgen, Schlösser, Ansitze und wehrhafte Stätten. Ein Beitrag zur Siedlungstopographie. 2. verm. Auflage. Geschichtsverein für Kärnten, Klagenfurt 1973, S. 371.
83. ↑  Franz X. Kohla: Kärntens Burgen, Schlösser, Ansitze und wehrhafte Stätten. Ein Beitrag zur Siedlungstopographie. 2. verm. Auflage. Geschichtsverein für Kärnten, Klagenfurt 1973, S. 373f.
84. ↑  Hermann Wiessner, Gerhard Seebach: Burgen und Schlösser um Friesach, St. Veit, Wolfsberg. 2. erw. Auflage. Birken-Verlag, Wien 1977, S. 200.
85. ↑  Hermann Wiessner, Gerhard Seebach: Burgen und Schlösser um Friesach, St. Veit, Wolfsberg. 2. erw. Auflage. Birken-Verlag, Wien 1977, S. 203.

- Karte mit allen Koordinaten:
- OSM |
- WikiMap